# کوه ردابت
کوه ردابت (انگلیسی: Mount Redoubt) یک آتشفشان فعال در آلاسکا است.
این کوه که از نوع آتشفشان چینه‌ای است دارای ۳٬۱۰۸ متر ارتفاع می‌باشد و آخرین فوران آن مارس تا ژوئیه ۲۰۰۹ بوده است.